# 小米麻糬
小米麻糬，是一种台湾南部的小吃。

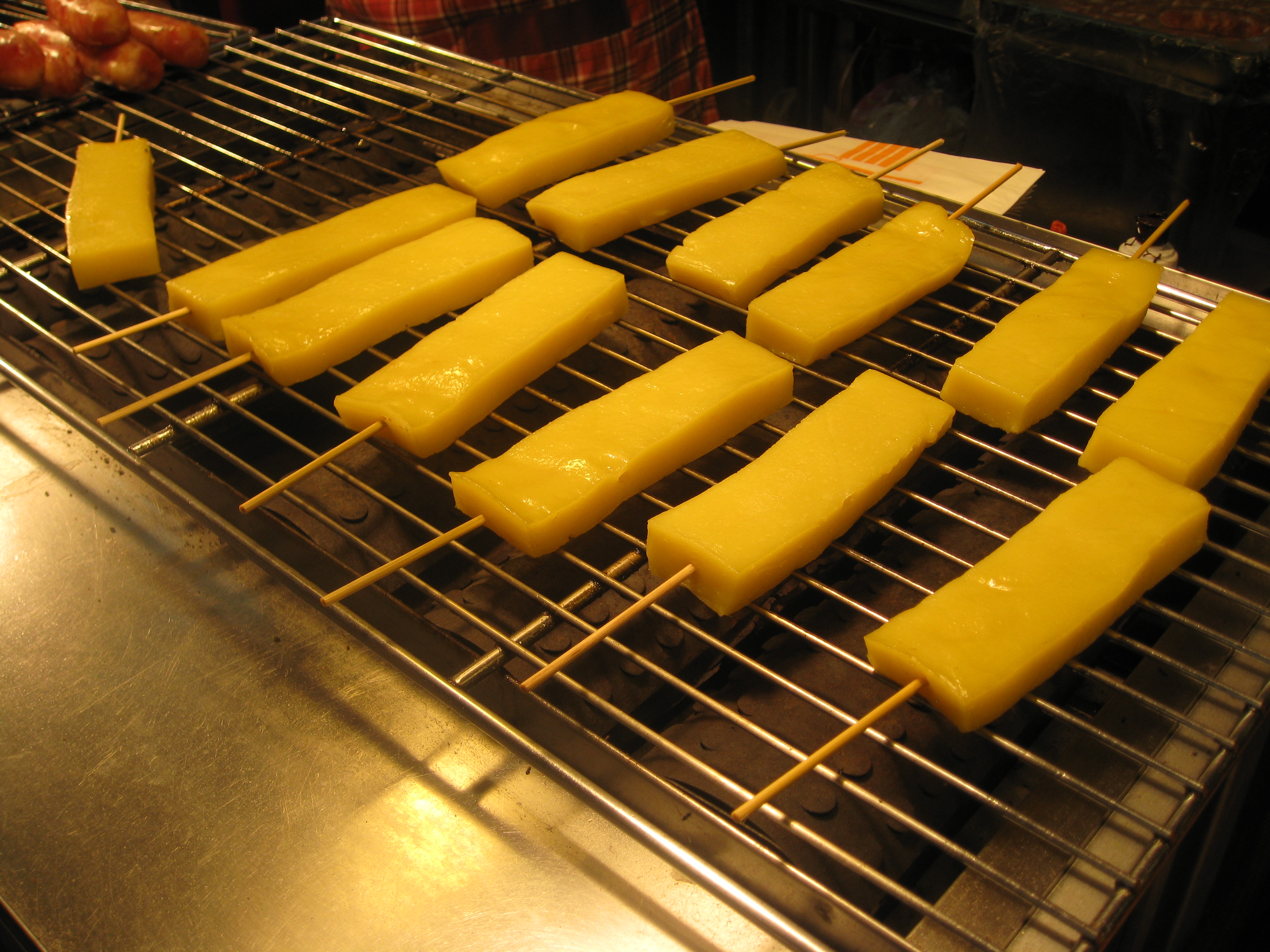
台湾原住民的小米麻糬

其主要是由小米、糯米、色拉油制作而生。一些地区会采用固定形状（比如长条状）后，再进行烤制。賽夏族则将糯米蒸熟后倒入木臼，再用木杵捶打捣糊成糯米团，取出后制作成麻糬。其中可以增加咸鱼、肉类、糖果、红豆等夹心。